# Siliva Havili

a Compétitions nationales et continentales officielles uniquement.

b Matchs officiels uniquement.
Siliva Havili, né le 18 février 1993 à Auckland (Nouvelle-Zélande), est un joueur néo-zélandais d'origine tongienne de rugby à XIII évoluant au poste de talonneur ou de troisième ligne. Il fait ses débuts en National Rugby League (« NRL ») avec les Warriors de New Zealand lors de la saison 2014 puis rejoint les Dragons de St. George Illawarra en 2016, avant de s'établir aux Raiders de Canberra en 2018. Il compte également des sélections avec les Tonga prenant à deux éditions de la Coupe du monde en 2013 et 2017, il atteint au cours de cette dernière les demi-finales.

## Palmarès
- Collectif :
  - Finaliste de la National Rugby League : 2019[1] (Canberra).

### En club

#### Statistiques
| Saison | Club                         | Compétition           | Matchs | Points | Essais | Goals | Drops |
| ------ | ---------------------------- | --------------------- | ------ | ------ | ------ | ----- | ----- |
| 2014   | New Zealand Warriors         | National Rugby League | 6      | 0      | 0      | 0     | 0     |
| 2015   | New Zealand Warriors         | National Rugby League | 8      | 0      | 0      | 0     | 0     |
| 2016   | St. George Illawarra Dragons | National Rugby League | 10     | 0      | 0      | 0     | 0     |
| 2017   | St. George Illawarra Dragons | National Rugby League | 0      | 0      | 0      | 0     | 0     |
| 2018   | Canberra Raiders             | National Rugby League | 24     | 12     | 3      | 0     | 0     |
| 2019   | Canberra Raiders             | National Rugby League | 22     | 8      | 2      | 0     | 0     |